# Cantó de Lassigny
El cantó de Lassigny és un cantó francès del departament de l'Oise, situat al districte de Compiègne. Té 22 municipis i el cap és Lassigny.

## Municipis
- Amy
- Avricourt
- Beaulieu-les-Fontaines
- Candor
- Cannectancourt
- Canny-sur-Matz
- Crapeaumesnil
- Cuy
- Dives
- Écuvilly
- Élincourt-Sainte-Marguerite
- Évricourt
- Fresnières
- Gury
- Laberlière
- Lagny
- Lassigny
- Mareuil-la-Motte
- Margny-aux-Cerises
- Plessis-de-Roye
- Roye-sur-Matz
- Thiescourt

## Història
| Data d'elecció                           | Identitat              | Partit                    | Qualitat |
| ---------------------------------------- | ---------------------- | ------------------------- | -------- |
| 1945-1961                                | M. Reymen              | radical                   |          |
| 1961-19..                                | M. Luzin               | Divers droite             |          |
| 19..-1998                                | Pierre Dubois          | UDR, després RPR          |          |
| 1998-2002                                | François-Michel Gonnot | UDF-DL                    |          |
| 2002-                                    | Thierry Frau           | Divers gauche, després PS |          |
| les dades anteriors no són pas conegudes |                        |                           |          |
|                                          |                        |                           |          |

## Demografia
| A partir de 1990: Població sense dobles comptes |